# Winter Nomads
Winter Nomads (Hiver nomade) è un documentario del 2012 diretto da Manuel von Stürler.